# Saga (revista em quadrinhos)
Saga é uma revista em quadrinhos americana do gênero space opera. Escrita por Brian K. Vaughan e ilustrada por Fiona Staples, a série é publicada pela Image Comics. Fortemente influenciado pela franquia Star Wars e se baseando em ideias que havia tido durante sua infância, Vaughan se inspirou ainda em suas próprias experiências como pai para criar a trama de um casal, Alana e Marko, que pertencem à duas raças extraterrestres distintas, e, fugindo das autoridades de seus planetas-natais, que estão em guerra entre si, lutam para conseguir cuidar de sua filha recém-nascida, Hazel, que ocasionalmente é a narradora da história.
A editora já chegou a descrever a série como o resultado de um encontro entre Star Wars e Game of Thrones e diversos críticos já compararam-na tanto com épicos da ficção científica e da fantasia, como O Senhor dos Anéis, como com Romeu e Julieta.
A primeira edição de Saga foi publicada em março de 2012, se tornando um sucesso de público e crítica. A tiragem da primeira edição se esgotou após seu lançamento e, desde então, veio sendo uma das revistas em quadrinhos mais vendidas nos Estados Unidos. Em 2013, o primeiro trade paperback da série venceu o Prêmio Hugo de Melhor História em Quadrinhos. No mesmo ano, a série e seus criadores receberam várias indicações ao Eisner, incluindo Melhor Série.
A série se destaca também por retratar diversidade étnica, sexual, estética e de comportamento de gênero entre seus personagens.

## Enredo
O primeiro arco de história da série apresenta os dois protagonistas, Alana e Marko, que tentam escapar do planeta Fenda com sua filha recém nascida, Hazel. Alana é nativa de Aterro, o maior planeta da galáxia e também o mais avançado tecnologicamente. Marko, por sua vez, vem de Grinalda, o único satélite de Aterro, onde os habitantes são acostumados a utilizar magia. Uma vez que a destruição de um arruinaria a órbita de outra, a guerra ocorre de forma terceirizada em outros planetas.

## Histórico de publicação
O escritor Brian K. Vaughan concebeu o universo ficcional que viria a ser utilizado em Saga ainda durante a infância. Dentre suas principais inspirações estavam o universo da franquia Star Wars e as histórias do personagem Flash Gordon, que, somadas aos obras literárias que consumiu na infância e a curiosidade aguçada ao descobrir o personagem Surfista Prateado, contribuíram para o surgimento dos primeiros elementos que futuramente seriam incorporados à série. Quando sua esposa estava na segunda gestação, Vaughan elaborou a criação dos dois protagonistas - uma mulher alada e um homem com chifres. O casal de personagens fugiria do conflito entre suas raças e lutaria para sobreviver com a filha mestiça do casal. Desde o início, a intenção de Vaughan era utilizar Hazel, ocasionalmente, como uma narradora na série, e utilizar diferentes gêneros, criando uma história que fosse sobre paternidade, mas cujo processo artístico fosse tão multi-facetado quanto é a criação de um filho para "explorar a sobreposição entre a criação de uma obra artística e a criação de um filho." Vaughan pretendia voltar à escrever uma série em quadrinhos desde a conclusão de sua última série autoral, Ex Machina, em 2010, e a publicação da primeira edição de Saga coincidiu com o nascimento de sua filha - fortalecendo, em sua visão, o paralelo que percebera quando aconselhado a não lançar uma série autoral durante uma crise econômica e recebera avisos sobre o cuidado que precisaria tomar se fosse ter um novo filho.
"Eu percebi que criar uma história em quadrinhos e criar um bebê são coisas bem parecidas, e se eu pudesse combinar as duas, eu poderia tornar [a combinação] algo menos tedioso se o cenário utilizado fosse um universo maluco [com elementos] de ficção científica e não de piadas sobre fraldas (...) Eu não queria contar uma aventura como Star Wars, em que os nobres heróis enfrentam um império. Essas são pessoas nas margens da história, que não querem nada com uma guerra galática interminável. (...) Eu faço parte de uma geração que sempre reclama dos prelúdios [Episódio I, Episódio II e Episódio III] e como eles foram decepcionantes (...) Se todos nós que reclamamos sobre o quanto que os prelúdios não atenderam nossas expectativas simplesmente fizéssemos nossas próprias histórias de ficção científica, estaríamos fazendo um uso muito melhor do nosso tempo".

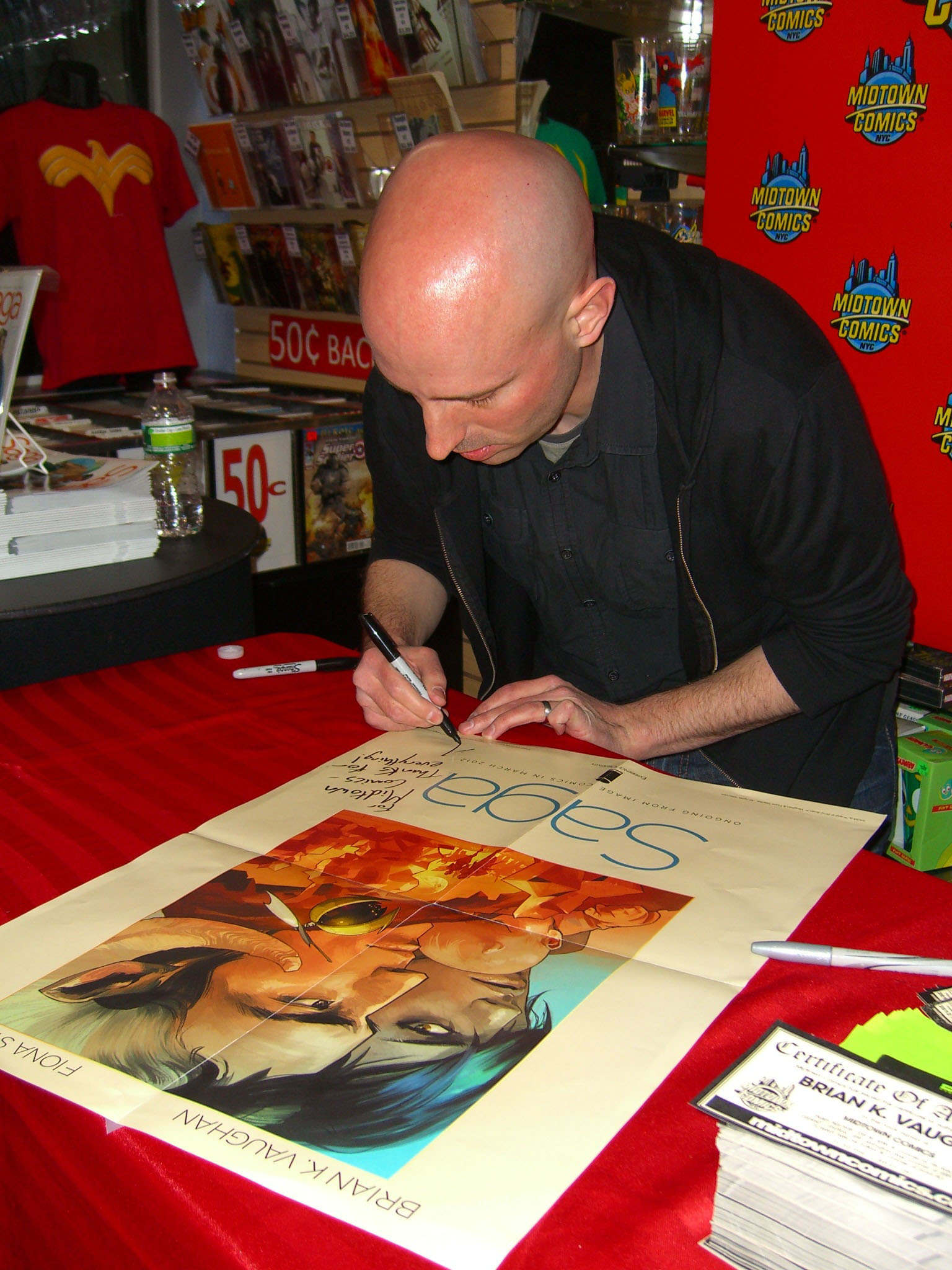
Brian K. Vaughan autografando um cartaz da série.

Vaughan explicou em uma entrevista logo no início da publicação da série de que o romance entre os personagens principais seria um dos principais temas abordados e, ao tratar da forte presença de temas maduros numa história inspirada em Star Wars, brincaria ao descrever que Saga seria "Star Wars para pessoas pervertidas."
A série foi anunciada em 2011, durante a edição daquele ano da San Diego Comic-Con International e foi descrita pela editora como um encontro entre "Star Wars e A Game of Thrones." Saga é uma obra significativa na carreira literária de Vaughan por ser a primeira em que incluiria a figura de um narrador. Ele decidiu colocar Hazel, a filha de Alana e Markp, como narradora da série influenciado pela interação entre texto e imagens que percebia nos livros infantis que lia para suas filhas. A série é também a primeira obra de Vaughan a ser publicada pela Image Comics - uma escolha decorrente de uma conversa com o também escritor Jay Faerber, que lhe havia falado sobre a liberdade que a editora concedia aos autores.

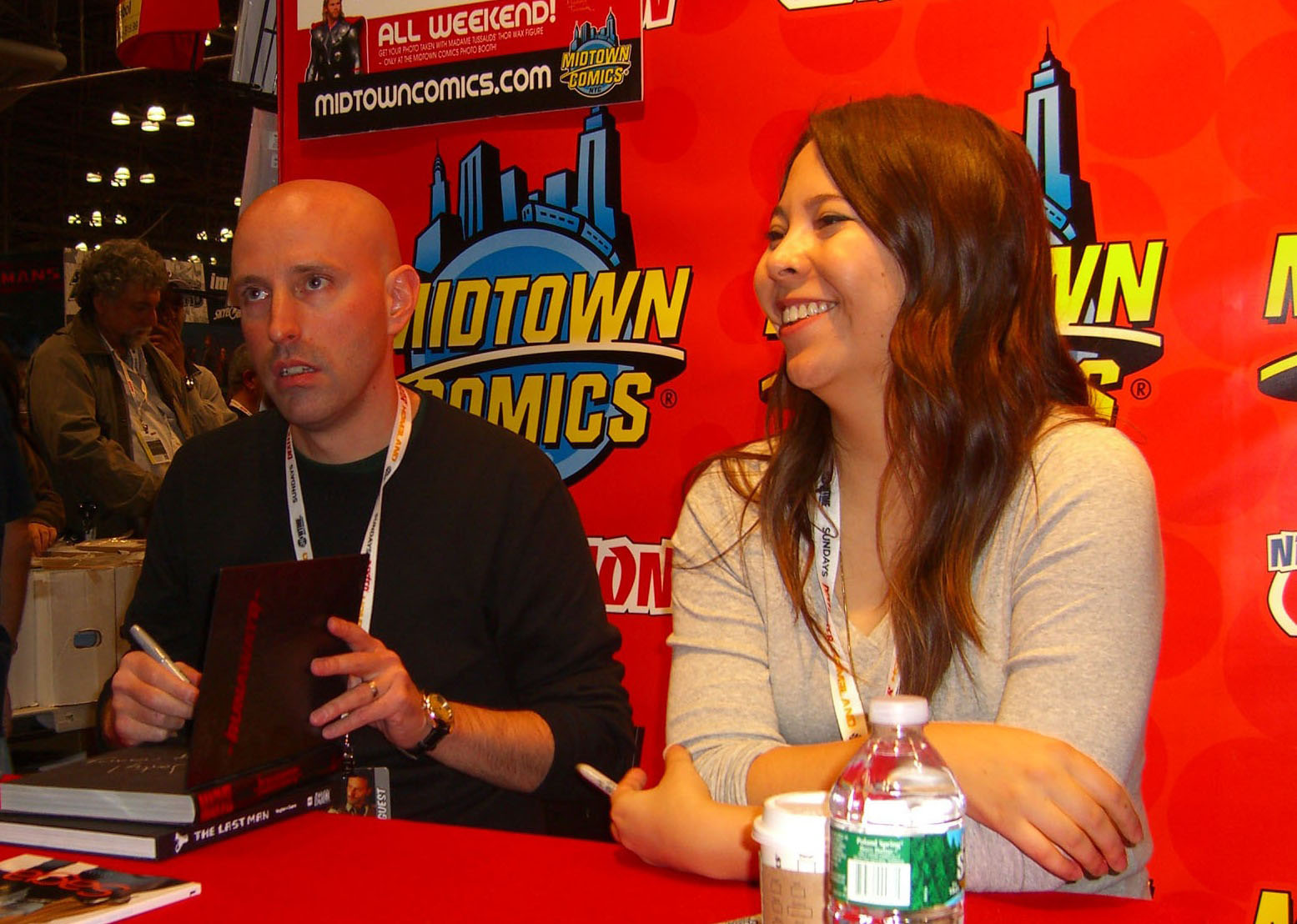
Vaughan e Fiona Staples

Embora Vaughan já tenha trabalho como roteirista em séries de televisão e participado de iniciativas para adaptar outras obras suas para o cinema, ele desenvolveu Saga de forma que fosse exclusivamente uma história em quadrinhos: "Eu queria algo que parecesse caro demais para ser [uma série de] televisão e adulto demais para não poder se tornar um blockbuster". Há um fim planejado para a série, que não continuaria indefinidamente na concepção de Vaughan, que tenta manter um ciclo de produção de cinco edições concluídas à frente da publicada por mês.
A série é ilustrada por Fiona Staples, que é co-proprietária dos direitos de Saga. Staples e Vaughan não haviam se conhecido pessoalmente até o anúncio da série em 2011 durante a Comic-Con, e começaram a trabalhar juntos depois de um amigo em comum, o escritor Steve Niles, apresentar o trabalho de Staples para Vaughan após ter trabalhado com ela em uma obra de sua autoria, Mistery Society. Além de ter sido a responsável por elaborar o design do elenco e de todas as naves espaciais e diferentes raças alienígenas presentes na história, Staples contribuiu visualmente para a série com as pinturas utilizadas nas capas de cada edição e escrevendo, com sua própria caligrafia, a narração de Hazel, incorporando o texto de Vaughan a sua arte. Staples usa um estilo de caneta e nanquim para dar profundidade aos personagens, e usa uma paleta de cores inspirada em jogos eletrônicos e animes Vaughan já declarou abertamente que a arte de Staple influencia a direção que dá às histórias. A tecnologia da série, por exemplo, é costumeiramente retratada de forma "orgânica", em razão da predileção de Staples em não desenhar objetos mecânicos e o design dos cenários é inspirado por elementos reais, cujos traços mais característicos são exponencialmente "exagerados" - o planeta Cleave, por exemplo, é uma versão exagerada das inspirações da arquitetura quemer típica do Camboja.
A publicação da primeira edição da série foi celebrada com uma festa de lançamento realizada na Meltdown Comics, loja localizada em Los Angeles, com a participação de Damon Lindelof - escritor e co-criador de Lost e responsável pela contratação de Vaughan como roteirista da série em 2007. Durante a semana de lançamento da primeira edição, Vaughan esteve em Nova Iorque para uma sessão de autógrafos realizada na Midtown Comics, em Manhattan e na Bergen Street Comics, no Brooklyn.
Cada edição da série custa US$ 2,99 - e o congelamento nesse valor durante toda a duração de Saga faz parte do contrato de Vaughan com a Image, que também estipula que cada edição deve ter pelo menos 22 páginas de história. As edições são publicadas simultaneamente de forma impressa e digitalmente e a primeira edição teve expecionalmente 44 páginas de história, sem que nenhum anúncio publicitário fosse incluído.
Após a publicação de Saga #6 em agosto de 2012, Vaughan anunciou que a série passaria por um hiato de dois meses, após os quais seria publicado o primeiro volume encadernado da série, reunindo as seis primeiras edições. Custando US$9.99, Saga vol.1 seria lançado em outubro antes que a série voltasse a ser publicada mensalmente em novembro. Esse modelo de publicação continuaria sendo adotado por Vaughan e Staples na série, permitindo que um novo volume fosse publicado entre cada arco de história. Alguns lojistas se recusaram a vender o primeiro volume encadernado por causa da arte da capa, em que mostra Alana amamentando Hazel.
Em 9 de abril de 2013, diferentes meios da imprensa destacaram o fato de que a Apple Inc. teria proibido a disponibilização de Saga #12 para venda através do sistema iOS, por causa de dois quadros que exibiam pequenas cenas de sexo oral entre homens, o que violaria as restrições da empresa acerca de conteúdo de cunho sexual. Diversos artistas criticaram a medida, apontando conteúdo similarmente sexualizado em edições anteriores de Saga e em outras obras vendidas através do iTunes. William Gibson foi um dos profissionais a sugerir que a restrição se daria por causa da natureza homossexual das cenas desenhadas. No dia seguinte, a distribuidora digital Comixology anunciou ter sido a responsável pela medida, tendo decidido não disponibilizar a edição baseado na sua própria interpretação da política de conteúdo da Apple, e somente após ter recebido um esclarecimento por parte da empresa é que viria a oferecer a compra da edição através do sistema iOS.
Em dezembro de 2014, a Image Comics publicou Saga Deluxe Edition Volume 1, uma edição especial em capa dura reunindo as 18 primeiras edições da série. Por entender que Saga é uma história sobre Hazel, Vaughan e Staples decidiram que cada volume da versão de luxo teria uma nova imagem da personagem, produzida especificamente para aquela edição e mostrando a personagem em um diferente estágio da sua vida. Como os três primeiros arcos de história, reunidos no volume, mostravam Hazel durante seu nascimento e sua infância, a capa do primeiro volume de luxo mostra a personagem ainda bebê, no colo de sua mãe, com Landfall e Wreath ao fundo, uma imagem similar à da controversa capa da primeira edição. Eric Stephenson, publisher da Image, alertou que se a ideia fosse levada adiante, alguns lojistas certamente se recusariam à vender o volume, o que limitaria o alcance ao público, mas, ao ver a arte de Staples, decidiu que as vendas não seriam um problema.
Em 2018, após a publicação da edição 54, os autores revelaram que a série entraria em hiato por tempo indeterminado. Ao divulgar o lançamento da edição compêndio, reunindo as 54 edições já publicadas de Saga, Vaughan declarou que a série deve seguir até a edição 108.